# Kiss&Cry
Kiss&Cry（韓語：키스&크라이），為韓國Winning insight M在2014年推出的四人女子團體，成員包括BOHYE、HAENA、DIA、SOYUMI    ，其中成員DIA在2009年以 solo 歌手身分出道，加入團體重新開始。
在2014年12月11日，成員DIA以《Paradise》的個人之姿回歸。

## 成員資料
| 成員列表     |        |      |          |        |        |            |               |                                                                                       |
| 藝名         | 藝名   | 藝名 | 藝名     | 本名   | 本名   | 本名       | 出生日期      | 備註                                                                                  |
| 藝名         | 諺文   | 中文 | 羅馬拼音 | 諺文   | 漢字   | 羅馬拼音   | 出生日期      | 備註                                                                                  |
| BOHYE        | 보혜   | 寶慧 | Bohye    | 김보혜 | 金寶慧 | Kim Bo Hye | 1990年1月19日 | 曾以女團 Bella 成員出道，當時藝名為 Miu。現以女團Destiny成員兼隊長活動中，藝名為BOHYE |
| DIA          | 디아   |      | Dia      | 김지은 | 金篪殷 | Kim Ji Eun | 1990年6月12日 | 2009年開始個人推出專輯。                                                              |
| SOYUMI       | 소유미 | 有美 | Soyumi   | 소유미 | 蘇有美 | Seo Yu Mi  | 1992年7月6日  | 曾以女團VNT成員出道，當時藝名為 Yumi                                                  |
| 過往成員列表 |        |      |          |        |        |            |               |                                                                                       |
| 藝名         | 藝名   | 藝名 | 藝名     | 本名   | 本名   | 本名       | 出生日期      | 備註                                                                                  |
| 藝名         | 諺文   | 中文 | 羅馬拼音 | 諺文   | 漢字   | 羅馬拼音   | 出生日期      | 備註                                                                                  |
| HAENA        | 해나   | 海娜 | Haena    | 이해나 | 李海娜 | Lee Hae Na | 1991年6月2日  | 現以女團MATILDA成員兼隊長活動中，藝名為HAENA                                          |

## 音樂作品

### 單曲
| 單曲 # | 單曲資料                                                         | 曲目                                                                                 |
| 1st    | 首張先行單曲《Be Modern》 - 發行日期：2013年10月8日 - 語言：韓語 | 曲目 1. 모던하게(Be Modern)(Feat. Sori of Micky Mouse) 2. 모던하게(Be Modern)(Inst.) |
| 2st    | 第二張單曲《Domino Game》 - 發行日期：2014年1月24日 - 語言：韓語 | 曲目 1. 도미노 게임(Domino Game) 2. 도미노 게임(Domino Game)(Inst.)                  |
| 3rd    | 第三張單曲《Bad Girl》 - 發行日期：2014年5月7日 - 語言：韓語     | 曲目 1. 나쁜 여자(Bad Girl) 2. 나쁜 여자(Bad Girl)(Inst.)                            |

### 個人專輯

#### DIA
| 專輯 # | 專輯資料                                                                                      | 曲目 |
| 1st    | 首張專輯《0carat》 - 發行日期：2009年2月10日 - 語言：韓語                                     | 曲目 1. My Dream 2. Please Laugh 3. With U (Feat. Dr9) 4. Love is poison 5. Karma 6. My Dream (Piano Version) 7. My Dream (English Version) 8. 08-My Dream (Inst.) 9. Please Laugh(Remix Version) 10. My Dream (Brand New Version) 11. Karma (Remix Version)                                                                                            |
| 2nd    | 第二張專輯《0.5caret》 - 發行日期：2010年1月11日 - 語言：韓語                                 | 曲目 1. Another Boy 2. Knock (Feat. H-Yoojin) 3. 지독한 사랑아(Full Version) 4. Knock (Club Remix) 5. Another Boy (Harb Version) 6. Knock (Original Version) |
| 3rd    | 第三張專輯《Knock (Special Edition)》 - 發行日期：2010年3月12日 - 語言：韓語                  | 曲目 1. Knock (Feat. H-Yoojin) 2. 니가 돌아오면 3. Another Boy (Guitar Version) 4. Another Boy (Piano Version) 5. 니가 돌아오면(Inst.) |
| 4th    | 第四張專輯《이젠 안녕(Now, Goodbye)》 - 發行日期：2010年4月29日 - 語言：韓語                  | 曲目 1. 이젠 안녕(Now, Goodbye) 2. 이젠 안녕(Now, Goodbye)(Inst.) |
| 5th    | 第五張專輯《울어도 울어도(Cry Cry)》 - 發行日期：2010年5月19日 - 語言：韓語                   | 曲目 1. 울어도 울어도(Cry Cry) 2. Slowly Feel My Eyes 3. Love such as fool 4. Crazy of love 5. D.Bridge(Feat. The Black) 6. Love Love Love(Feat. D'Nine) 7. Butterfly 8. Now, Goodbye 9. 울어도 울어도(Cry Cry)(Inst.) 10. Slowly Feel My Eyes(Inst.)                                                                                                   |
| 6th    | 第六張專輯《My Story (1Carat)》 - 發行日期：2010年11月17日 - 語言：韓語                       | 曲目 1. 하루 종일 비가 내렸어 2. 온 세상의 눈이 내리면(Feat. 크리스피 크런치&구자창) 3. 사랑이 오려나 봐요(Feat. 이미) 4. 니가 돌아오면 5. Cry Cry 6. Slowly Feel My Eyes 7. Like such as fool 8. Butterfly 9. Another Boy 10. Now, Goodbye 11. Crazy of love 12. Knock (feat. H-Yoojin) 13. D.Bridge(Feat. The Black) 14. 하루 종일 비가 내렸어(Inst.) |
| 7th    | 第七張專輯《Luxury Edition》 - 發行日期：2011年1月15日 - 語言：韓語                           | 曲目 1. 하루 종일 비가 내렸어(융스트링 Version) 2. 온 세상의 눈이 내리면(Feat. 크리스피 크런치&구자창)(EmeNes Remix) 3. Slowly Feel My Eyes(Feat. 크리스피 크런치)(JK Remix) 4. 하루 종일 비가 내렸어(융스트링 Version)(Inst.) |
| 8th    | 第八張專輯《혼자서(Alone)》 - 發行日期：2011年9月28日 - 語言：韓語                            | 曲目 1. Alone 2. Alone(Inst.) |
| 9th    | 第九張專輯《Love Step》 - 發行日期：2011年11月18日 - 語言：韓語                               | 曲目 1. Love Step 2. Love Step(Inst.) |
| 10th   | 第十張專輯《DIA Secret》 - 發行日期：2012年3月23日 - 語言：韓語                               | 曲目 1. 단축번호 1번 2. 단축번호 1번(Inst.) |
| 11th   | 第十一張專輯《Wedding》 - 發行日期：2012年5月11日 - 語言：韓語                                | 曲目 1. Like such as fool 2. Slowly Feel My Eyes |
| 12th   | 第十二張專輯《Leave Part.1》 - 發行日期：2012年7月4日 - 語言：韓語                            | 曲目 1. Crazy of love 2. 니가 돌아오면 |
| 13th   | 第十三張專輯《La Ta Ta》 - 發行日期：2012年9月19日 - 語言：韓語                               | 曲目 1. La Ta Ta 2. La Ta Ta |
| 14th   | 第十四張專輯《La Ta Ta (Special Edition)》 - 發行日期：2012年7月4日 - 語言：韓語              | 曲目 1. La Ta Ta (Special Edition) 2. La Ta Ta (Special Edition)(Inst.) |
| 15th   | 第十五張專輯《사귈만큼 사귀었어》 - 發行日期：2013年5月30日 - 語言：韓語                      | 曲目 1. 사귈만큼 사귀었어 2. 사귈만큼 사귀었어(Inst.) |
|        | 請回答1994OST《응답하라 1994 OST Part 6 (tvN 드라마)》 - 發行日期：2013年12月6日 - 語言：韓語 | 曲目 1. Leave of me 2. Leave of me(Inst.) |
| 16th   | 第十六張專輯《Paradise》 - 發行日期：2013年5月30日 - 語言：韓語                               | 曲目 1. Paradise |

## 獎項
| 年份 | 獎項 |
| 2008 | - 嶺東秋風嶺歌謠節大獎(DIA) - 仁川部平昌少年歌謠節大獎(DIA) - 大邱東尚路歌謠節金獎(DIA) - 保項海邊歌謠節金獎(DIA) - 蔚山高北水歌謠節銀獎(DIA) |

## 解散疑雲
2014年9月5日，在電視節目《SuperStar K6》中，成員HAENA被問到團體是否已經解散的問題，當時HAENA確認了。隨後經紀公司公布以下內容：
|                              | 大家好，這裡是 Winning Insight M，我們在這裡是為了告知 Kiss&Cry 的粉絲們，我們很抱歉要對粉絲們說，因為公司各種問題，Kiss&Cry 的活動將會暫時擱置，但是，我們並不是說 Kiss&Cry 已經完全解散，我們現在只能說可能會有一些改變。首先，成員問題與情況可能會改變，其中一名成員 HAENA 的合約已經與公司到期，所以她出現在《SuperStar K6》中，我們公司祝福可能會踏上新道路的 HAENA 幸運與成功，也能繼續得到粉絲們不變的愛，謝謝。」 |
| ——以澄清Kiss&Cry解散的傳言。 | |